# What Will the Neighbours Say?
What Will the Neighbours Say? è il secondo album del gruppo musicale pop britannico Girls Aloud, pubblicato il 29 novembre 2004 dall'etichetta discografica Polydor nel Regno Unito.

## Contesto
L'album è stato anticipato dal singolo Jump, colonna sonora del film Love Actually e già contenuto nella ristampa dall'album precedente, Sound of the Underground, che ha raggiunto la seconda posizione della classifica dei singoli britannica ed è entrato nelle classifiche di diversi stati europei, dove il gruppo risultava sconosciuto.
L'album raggiunse la sesta posizione della classifica in Gran Bretagna e fu pubblicato anche in alcuni stati europei. Il titolo dell'album è tratto da una frase di una delle canzoni, Love Machine, che a sua volta ha tratto spunto da una frase del primo singolo del gruppo, Sound of the Underground.
L'album è stato promosso, oltre che da Jump, anche dai singoli The Show, Love Machine, I'll Stand by You e Wake Me Up. I primi due hanno raggiunto la seconda posizione della classifica britannica mentre il terzo, cover dell'omonimo brano dei Pretenders, ha raggiunto la prima posizione, abbinato alla campagna di beneficenza Children in Need. Buon successo è stato ottenuto anche da Wake Me Up, che ha raggiunto la quarta posizione e ha vinto il Popjustice £20 Music Prize nel 2005, premio assegnato al miglior singolo pop britannico dell'anno.
L'album è stato diffuso legalmente negli Stati Uniti solo nel 2007, quando è stata resa disponibile la vendita dell'album in versione digitale.

## Produzione
La produzione del disco è stata interamente curata da Brian Higgins e dagli Xenomania, che hanno anche collaborato alla scrittura delle tracce. Ad alcuni testi hanno collaborato anche le Girls Aloud stesse.
Le canzoni Deadlines & Diets e Here We Go erano state originariamente incise e pubblicate, seppure con scarsissimo successo, da Miranda Cooper, già componente degli Xenomania, con lo pseudonimo Moonbaby. Here We Go era già stata ripresa nel 2003 da Lene Nystrøm, cantante degli Aqua, che ne ha inserita una cover del suo album di debutto Play with Me.

## Tracce
1. The Show – 3:36 (Miranda Cooper, Brian Higgins, Tim Powell, Lisa Cowling, Jon Shave)
2. Love Machine – 3:25 (Miranda Cooper, Brian Higgins, Tim Powell, Lisa Cowling, Nick Coler, Myra Boyle, Shawn Lee)
3. I'll Stand by You – 3:43 (Chrissie Hynde, Tom Kelly, Billy Steinberg)
4. Jump – 3:39 (Steve Mitchell, Marti Sharron, Gary Skardina)
5. Wake Me Up – 3:27 (Miranda Cooper, Brian Higgins, Tim Powell, Shawn Lee, Paul Woods, Yusra Maru'e)
6. Deadlines & Diets – 3:57 (Miranda Cooper, Brian Higgins, Matt Gray)
7. Big Brother – 4:13 (Girls Aloud, Miranda Cooper, Brian Higgins, Lisa Cowling, Tim "Rolf" Larcombe)
8. Hear Me Out – 3:47 (Girls Aloud, Miranda Cooper, Brian Higgins, Tim Powell, Lisa Cowling)
9. Graffiti My Soul – 3:14 (Miranda Cooper, Brian Higgins, Tim Powell, Lisa Cowling, Peplab)
10. Real Life – 3:41 (Miranda Cooper, Brian Higgins, Lisa Cowling, Tim "Rolf" Larcombe)
11. Here We Go – 3:22 (Lene Nystrøm, Miranda Cooper, Brian Higgins, Matt Gray)
12. Thank Me Daddy – 3:21 (Girls Aloud, Miranda Cooper, Brian Higgins, Tim Powell, Lisa Cowling, Paul Woods, Tim "Rolf" Larcombe)
13. I Say a Prayer for You – 3:06 (Girls Aloud, Miranda Cooper, Brian Higgins, Tim Powell, Lisa Cowling) – (Bonus track)
14. 100 Different Ways – 3:04 (Girls Aloud, Miranda Cooper, Brian Higgins, Nick Coler, Lisa Cowling) – (Bonus track)

## Classifiche
| Classifica  | Posizione |
| ----------- | --------- |
| Regno Unito | 6         |
| Irlanda     | 12        |